# Nez Perce

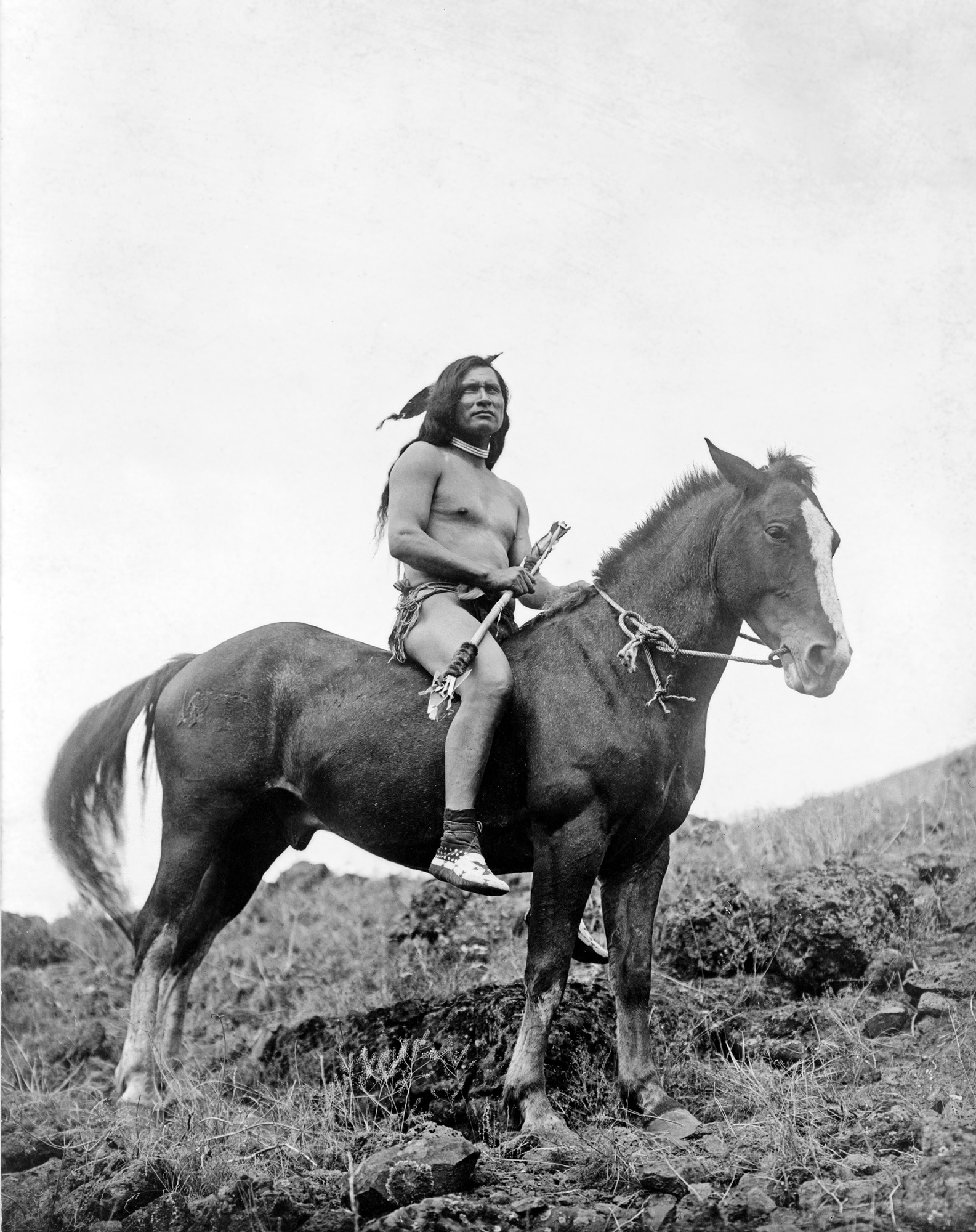
En krigare ur Nez Perce-stammen till häst. Foto av Edward S. Curtis 1909.

Nez Perce ("nez percé" betyder på franska genomborrad/piercad näsa) är en stam av amerikanska urinvånare som främst var bosatta i Idaho innan koloniseringen av Nord- och Sydamerika. I USA anordnas varje år en resa i samma spår som Nez Perce-indianernas vandring då de år 1877 försökte undkomma den amerikanska armén genom att fly till Kanada. Nez Perce-stammen blev välkända för sina talanger inom hästavel och utvecklade bland annat den välkända, prickiga Appaloosan. Idag finns ca 2700 Nez Perce-indianer i USA.

## Historia
På Nez Perce-stammens eget språk kallades stammen först för Nimi’ipuu, som betyder "det sanna folket" eller "vi är folket". Enligt stammens egna berättelser var det ett namn som stammen fick efter att indianerna i området började hålla sig med hästar och att de innan detta kallades för Cuupn'itpel'uu, som betydde att de kom ner från bergen, eller även att de kom från skogarna. Några av de andra stammarna som bodde i området kallade även Nez Percestammen för Khouse-ätarna då de ofta åt rötter av en växt som de kallade Khouse. Nez Perce-stammen sysslade även både traditionellt och ceremoniellt med fiske, då främst lax från floderna runt deras hemvist.
1805 "upptäcktes" Nez Perce-stammen av Meriwether Lewis och William Clark under Lewis och Clarks expedition, och i William Clarks dokumentationer kallades stammen Chopunnish som kom från ett ord för "piercad näsa", även om detta inte var vanligt i stammen. Det nuvarande namnet Nez Perce var en adaption av Chopunnish som myntades av franska kolonisatörer i Kanada. Nez Perce-indianerna anses ha levt i Idaho i över 10 000 år vid tidpunkten för Lewis och Clarks expedition. Nez Percestammen bodde främst i norra Idaho men hade ett territorium som sträckte sig in i Oregon och även Washington. Stammen var ett vandringsfolk som flyttade mellan dalgångarna i bergen, dock alltid i närheten av de tre floderna Snake River, Clearwater River och Salmon River. 

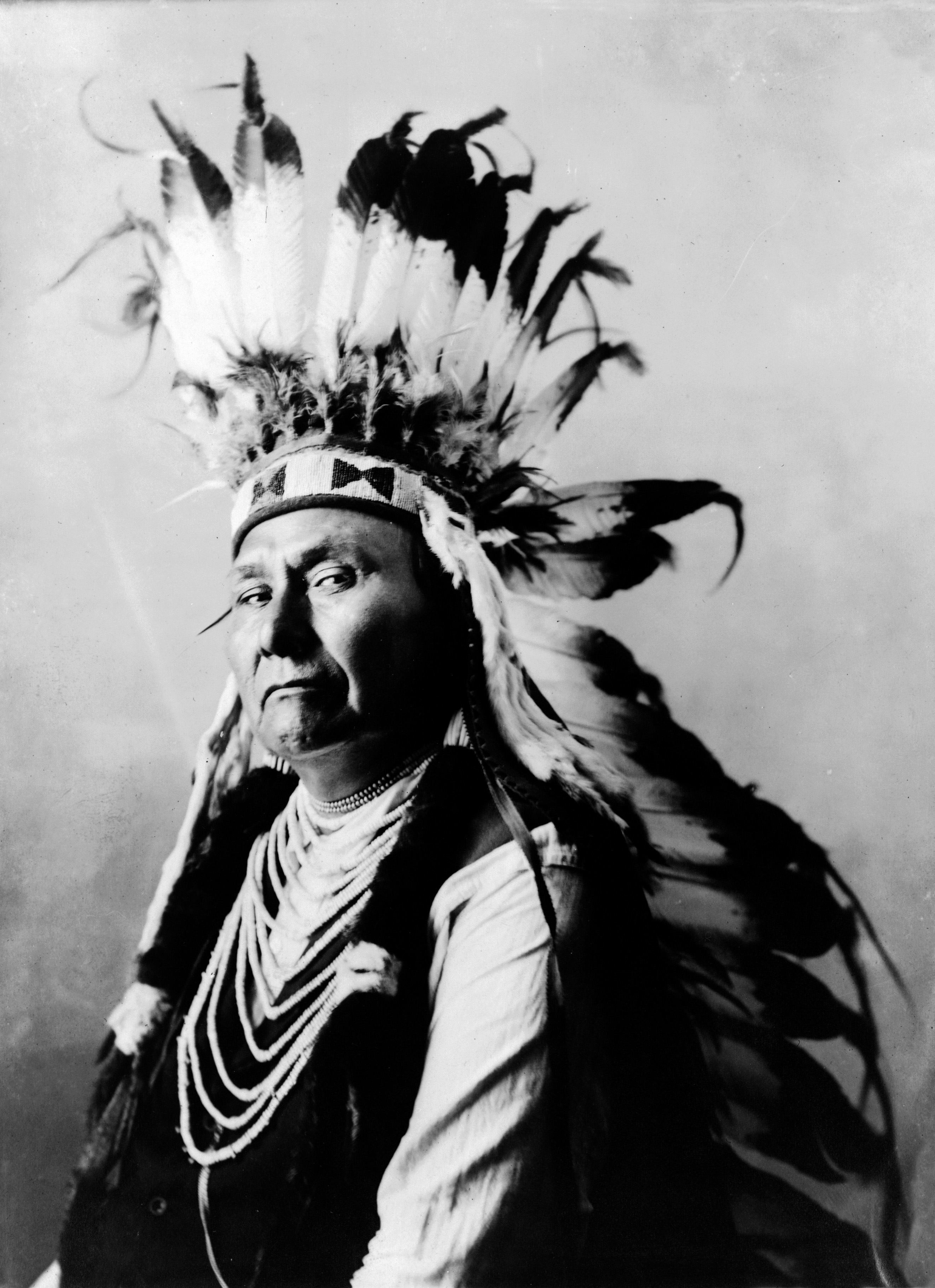
Chief Joseph

1877 påbörjade stammen ett krig mot den amerikanska armén, efter att armén hade börjat tvinga indianstammar över hela Amerika att infinna sig i olika reservat. Den 15 maj 1877 lovade den dåvarande hövdingen Chief Joseph, (egentligen Hinmahtooyahlatkekt , "åskan som går över bergen") att stammen skulle infinna sig på reservatet inom 30 dagar, men satsade istället på att ta den till Kanada där de skulle förena sig med den legendariska hövdingen Sitting Bull. På vägen tvingades de dock korsa floden Snake river som var både bred och väldigt strid eftersom det var en varm årstid och all is hade smält och fyllt på floden som var fylld med iskallt smältvatten. Indianerna försökte ta sig över med hjälp av hästarna som fick dra över indianerna på flottar gjorda av trä och buffelskinn. Men många hästar sveptes med strömmarna. Det var ett under att alla indianer överlevde men det sägs att runt 900 hästar drunknade. Den 5 oktober samma år, efter tre månader och en vandring på 210 mil, med många blodiga strider på vägen blev Nez Perceindianerna inringade i Clearwater av 580 soldater och tvingades kapitulera i Montana.
Under 1980-talet ändrade Nez Perce-stammen sin grundlag och då bytte stammen även sitt officiella namn från "Nez Perce Tribe of Idaho" till enbart "Nez Perce Tribe". Detta medförde även att den officiella loggan ändrades och stammen fick en officiell flagga. Idag innefattar stammens territorium ett flertal områden i Idaho, bland annat delar av Nez Perce County, Lewis County, Clearwater County och Idaho County. Varje år anordnas även "Nez Perce National Historic Trail" där deltagare följer den väg som stammen vandrade under flykten mot Kanada år 1877.

## Den officiella flaggan
Nez Perce-stammens officiella flagga är röd och svart med gula linjer som ska symbolisera gränserna till Nez Perce-stammens gamla territorium i Idaho och Oregon. I mitten av flaggan finner man stammens officiella sigill. En örn ovanför sigillet symboliserar stammens frihet, och en hjort som finns på höger sida symboliserar att stammen var ett jagande och stolt folk. På flaggan syns även en lax till vänster, då fiske var en viktig tradition och ceremoniell rit i stammen. Även om stammen har funnits i flera tusen år skulle flaggan inte bestämmas och designas förrän på 1990-talet.
1983 ändrade stammen sin grundlag och bytte namn från "Nez Perce Tribe of Idaho" till enbart "Nez Perce Tribe". Detta ledde även till att stammens officiella sigill skulle ändras. I november 1983 startade man därför en tävling där lokala konstnärer och illustratörer fick tävla med sina egna designer för att hitta ett mer passande sigill åt stammen. Själva designen på flaggan skulle även bestämmas. 1986 blev det nya sigillet officiellt, och sigillet var designat och ritat av en lokal illustratör vid namn John Connor. Först 1990 blev den nya flaggan klar och 1991 blev den officiell under en ceremoni den 13 april, vid Nez Perce-stammens eget gym, Pi-Nee-Waus Gym.

## Hästaveln

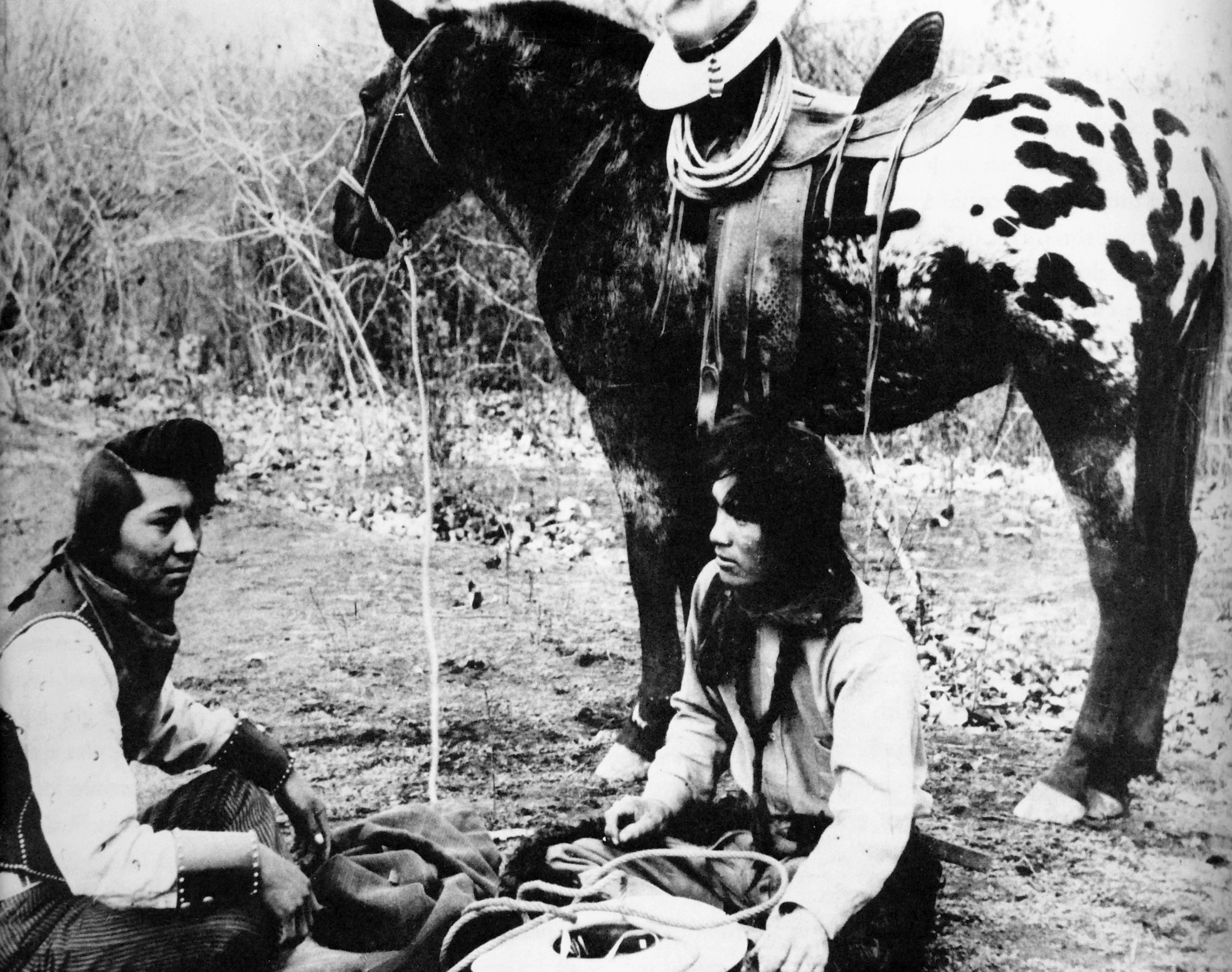
Nez Perce-stammen blev känd för sina goda kunskaper om hästar och hästavel

Efter upptäckten av Amerika av Christopher Columbus år 1492 förde de spanska conquistadorerna med sig en mängd olika hästar från Europa. Då hästen hade varit utdöd sedan flera tusen år tillbaka hade ingen av de amerikanska stammarna någonsin sett en levande häst och åsynen av dessa stora djur med människor på ryggarna bör ha varit ganska skrämmande. Många av dessa hästar släpptes fria eller rymde och bildade flockar med förvildade hästar, bland annat den kända mustangen. Nez Perce-stammen lärde sig snabbt att ta vara på och tämja dessa vilda hästar för att använda dem i strider mellan olika stammar eller för att jaga buffel.
Nez Perce-stammen fick snabbt rykte om sig som utmärkta hästuppfödare som kunde avla hästar efter både färg, typ och användningsområde. Stammen avlade främst hästar som användes som arbetsdjur, då främst inom jakt, transport och även strid, men idag kan stammen ta äran i att ha utvecklat flera raser som existerar än idag, bland annat den prickiga Appaloosan och även deras officiella ras, Nez Perce-hästen.
Nez Perce-hästen dog ut efter stammens kapitulation 1877, då nästan alla stammens hästar sköts ihjäl på plats. Sedan 1995 har Nez Perce-indianerna dock åter avlat fram rasen med hjälp av sina gamla, traditionella metoder, bland annat genom att korsa importerade Achaltekeer-hästar med den hästras de avlade fram en gång i tiden, Appaloosan. Idag är Nez Percehästen fortfarande sällsynt, men medlemmar i Nez Perce-stammen har själva framhållit hur lika de nya hästarna är jämfört med den gamla hästen.